# Matteo Di Serafino
Matteo Di Serafino (27 augustus 1986) is een Italiaans wielrenner die in 2013 en 2014 uitkwam voor Androni Giocattoli. In 2012 werd hij in het shirt van Vega Prefabbricati Montappone Italiaans kampioen op de weg bij de eliterenners zonder contract.

## Overwinningen
2012
 Italiaans kampioen op de weg, Elite z/c

## Ploegen
- 2008- A-Style Somn (stagiair vanaf 1-8)
- 2011- Androni Giocattoli-CIPI (stagiair vanaf 1-8)
- 2013- Androni Giocattoli-Venezuela
- 2014- Androni Giocattoli-Venezuela